# تحصیل پهارپور
تحصیل پهارپور (به انگلیسی: Paharpur Tehsil) یک تحصیل در پاکستان است که در خیبر پختونخوا واقع شده‌است.